# Manuel González-Herrero González
Manuel González-Herrero González (Segovia) es un abogado, empresario y político español. Fue vicepresidente de la Diputación Provincial de Segovia y diputado del Grupo Parlamentario Popular en el Congreso durante la VI legislatura.

## Biografía
Hijo del abogado e historiador segoviano Manuel González Herrero, y hermano del fiscal Joaquín González-Herrero –consejero de la Oficina Europea de Lucha Antifraude (OLAF)– y del juez de la Audiencia Nacional Juan Pablo González González. Es licenciado en Derecho y abogado.

### Político
Ha sido procurador en Cortes, vicepresidente de la Diputación Provincial de Segovia y teniente de alcalde del ayuntamiento de Segovia durante dos legislaturas. Fue diputado del Grupo Parlamentario Popular en el Congreso, durante la VI legislatura, desde el 22 de julio de 1999 hasta el 18 de enero de 2000, en sustitución de Loyola de Palacio, elegida para el Parlamento Europeo. Cabeza de lista del Partido Popular en las elecciones municipales del 25 de mayo de 2003 al ayuntamiento de Carranza, no fue elegido concejal.

### Empresario
Ha administrado diferentes empresas: Marijabe Inversiones S.L. (actividades inmobiliarias), Wohlhaus Inversiones S.L, S-Class Princesa S.L., Procoin Europea S.L, Flamenca General de Inversiones y Transportes S.L. (actividades inmobiliarias), Solar Inveco S.L., Segonher S.L., Proinjorsa Inmuebles S.L. y Dilopinar S.L.
En enero de 2007, caso de los miniapartamentos: la sociedad La Hontanilla de Santo Domingo S.A. en que participaba junto con el concejal del Partido Popular en el ayuntamiento de Segovia Ángel Sancho Berzal fue acusada de construir en terreno no urbanizable y protegido de Segovia. El Juzgado de Primera Instancia e Instrucción número 2 de Segovia acordó en 2010 el sobreseimiento provisional y el archivo de las actuaciones. Finalmente, el Tribunal Superior de Justicia de Castilla y León multó a la empresa en 2012 y se derruyeron los miniapartamentos en 2014.
En julio de 2008, como representante de Flamenca General de Inversiones, acusó de cohecho a Domingo Asenjo Maté, alcalde de Palazuelos de Eresma. Finalmente la causa fue archivada en 2011.